# Man and His Woman
Man and His Woman er en amerikansk stumfilm fra 1920 af J. Stuart Blackton.

## Medvirkende
- Herbert Rawlinson som Dr. John Worthing
- Eulalie Jensen som Claire Eaton
- May McAvoy som Eve Cartier
- Warren Chandler som Hugh Conway
- Louis Dean som Dr. Elliot
- Charles Kent